# 伊万里湾カブトガニの館
伊万里湾カブトガニの館（いまりわんカブトガニのやかた）とは、カブトガニの生態を保護・観察することを目的に地元の住民団体「牧島のカブトガニとホタルを育てる会」が佐賀県伊万里市に創設し、運営している施設である。

## 設立の背景・目的
- 幼生飼育や見学者への説明を通じて保護活動への理解を深める。2009年7月に、伊万里市からの補助金を活用して、創設した。

## 設立の効果
- これまで産卵時期のみ、特別に仮施設を作り、そこに生態の展示をしていたが、館設立によって年中観察することができるようになった。

## 館内詳細

### 展示室
展示室は約40㎡はどの広さで中央には成体のカブトガニを数匹展示した水槽があり、入り口左奥のガラスケースには1齢から12齢までの幼生の脱皮殻、オス・メスの成体の剥製が展示されている。また、右奥には、カブトガニを解説する映像を映すモニターが設置されている。さらに子供向けの教材としてカブトガニのクラフトペーパーや折り紙が置いてあり、その場で作って遊べるように机とイスが設置されている。

### 飼育室
- 飼育室は約10㎡ほどの広さで、卵やふ化した幼生の保護・飼育を行っている。

## 利用案内
- 平日：午前10時 - 午後4時
- 土日祝日：午前9時 - 午後5時
- 休館日：毎週月曜日（月曜日が祝日の場合は、翌日が休館日）、年末年始
- 所在地：佐賀県伊万里市瀬戸町3134番地448
- 問い合わせ先：牧島のカブトガニとホタルを育てる会事務局（牧島公民館内）